# Philippe Bodson
Philippe André Eugène, barón Bodson (2 de noviembre de 1944 - Bruselas, 4 de abril de 2020) fue un empresario y político belga. Sirvió en el Senado belga de 1999 a 2003. 

## Educación
Se graduó como ingeniero civil en la Universidad de Lieja (ULg) y obtuvo una Maestría en Administración de Empresas en INSEAD (Fontainebleau, Francia) 

## Carrera
Comenzó su carrera en McKinsey en París, donde trabajó durante tres años. Luego trabajó durante cuatro años para el Daus Bank en Alemania y Estados Unidos. En 1977, comenzó a trabajar para Glaverbel, donde sería el CEO desde 1980 hasta 1989. Desde septiembre de 1989 hasta diciembre de 1998, fue miembro no ejecutivo de la junta directiva de Fortis. Desde 1999 hasta 2003, fue senador en el Senado belga por el Movimiento Reformador. Desde 2004 hasta 2010, fue director en Fortis. En 2001, fue director Ejecutivo de Lernout & Hauspie Speech Product. 
Además, también fue miembro de varias otras compañías, tales como: Exmar, donde fue Presidente de la Junta, fue miembro de la junta en Ashmore Energy (EE. UU.), CIB, Presidente de Floridienne, miembro del comité asesor de CSFB Europa, Hermes Asset Management Europe Ltd., y de Cobepa/Cobehold. Recientemente también se desempeñó como Presidente de la junta de BeCapital, un capital privado de tecnología limpia fundado por Cobepa, Compagnie Financière Benjamin de Rothschild y BeCitizen. En el pasado fue miembro del grupo de expertos Coudenberg.

## Muerte
Murió a los setenta y cinco años en el Hospital Saint-Pierre de Bruselas el 4 de abril de 2020 de COVID-19 causado por el virus del SARS-CoV-2 durante la pandemia de enfermedad por coronavirus.